# 51. stan

Projekt flagi USA z 51 gwiazdami. Układ jest podobny do kilku obowiązujących w czasach, gdy stanów było mniej niż obecnie

Projekt flagi proponowany przez Nową Postępową Partię Portoryko

51. stan (ang. 51st state) – określenie hipotetycznego kolejnego stanu Stanów Zjednoczonych. Nazwa ta najczęściej stosowana jest w odniesieniu do Portoryko, a także miasta Waszyngton czy terytoriów nieinkorporowanych. Wyrażenie „51. stan” użyte w sensie negatywnym może oznaczać niepodległe państwo, które znajduje się pod nadmiernym wpływem USA, bądź jest jako takie postrzegane. Przed przyłączeniem do Stanów Zjednoczonych Hawajów i Alaski w tym samym kontekście funkcjonowało pojęcie 49. stanu.

## Wymogi prawne
Zgodnie z sekcją trzecią artykułu IV Konstytucji Stanów Zjednoczonych, przyjmowanie nowych państw do Unii leży w gestii Kongresu. Stany członkowskie są zobowiązane do „pełnego zaufania i wiarygodności”, co obejmuje umowy prawne, małżeństwa oraz wyroki sądów. Rząd Federalny zapewnia stanom obronę cywilną i wojskową – jak głosi Konstytucja, jest to „poręczanie republikańskiego rządu w każdym stanie Unii”. Akt przyjęcia nowego stanu musi być potwierdzony przez Kongres, gdzie ustalane są wymogi, które muszą być spełnione przed uznaniem państwowości.

## Propozycje nowych stanów

### Portoryko

Stany Zjednoczone i Portoryko

Portoryko zostało zajęte przez USA w roku 1898. Od 1917 Portorykańczycy mają amerykańskie obywatelstwo. Ostateczny status polityczny wyspy nie został dotąd ustalony. Portoryko nie ma reprezentacji w Kongresie, jednak ma tam pełnomocnika. Obywatele nie biorą udziału w wyborach prezydenckich, nie płacą też federalnych podatków od dochodów wytworzonych na wyspie. Posiadają paszport USA, jak i prawo do swobodnego osiedlania się na terytorium Stanów, a ci, którzy z tego prawa skorzystają, automatycznie nabierają prawa do głosowania w wyborach.
Portoryko ma autonomię w ramach stowarzyszenia z USA. Niektórzy mieszkańcy wyspy domagają się pełnej niepodległości, inni z kolei chcą pełnej integracji ze Stanami Zjednoczonymi i przekształcenia wyspy w kolejny amerykański stan.
Rząd federalny USA nakazał wyspie przyjęcie własnej konstytucji w 1951, w której kraj ten określony jest jako „Wspólnota Portoryka”.
Akt Demokratyczny Portoryka (HR 2499) to projekt ustawy przewidujący federalne zapewnienie procesu samostanowienia dla mieszkańców wyspy. Ustawa ta zapewni plebiscyty, które odbędą się w Portoryko w celu określenia ostatecznego statusu politycznego wyspy. Został wprowadzony dwa razy w Kongresie Stanów Zjednoczonych, najpierw w 2007 i ponownie w 2009. 29 kwietnia 2010 Izba Reprezentantów zagłosowała 223–169 za przyjęciem HR 2499, dotąd jednak nie odbyło się głosowanie w Senacie.
Gdyby Portoryko zostało 51. stanem, miałoby 27. miejsce pod względem populacji i 6 miejsc w Izbie Reprezentantów.
Uczynienie wyspy stanem jest forsowane przez Nową Postępową Partię Portoryko (hiszp. Partido Nuevo Progresista de Puerto Rico, PNP). Zarówno Partia Demokratyczna i Partia Republikańska, wyraziły swoje poparcie dla praw obywateli Stanów Zjednoczonych w Portoryko w celu określenia przyszłego statusu politycznego w formie nieterytorialnej.
Gubernator Luis Fortuno ogłosił, że pod koniec marca 2011 jego Nowa Partia Postępowa, która dominuje w rządzie, dokona dwuczęściowego plebiscytu w celu określenia statusu Portoryko. W pierwszej turze głosowania, które odbędzie się pod koniec 2011, Portorykańczycy będą mieli do wyboru trzy opcje: dołączenie jako 51. stan, zachowanie obecnego statusu wyspy i pełna niepodległość. Druga tura odbędzie się w pierwszym kwartale 2013.
W czerwcu 2011 odbyła się pierwsza od 50 lat wizyta amerykańskiego prezydenta w Portoryko. Barack Obama odwiedził wyspę, by ubiegać się o głosy Portorykańczyków mieszkających na terenie USA.
6 listopada 2012 roku na wyspie odbyło się referendum ws. statusu wyspy, w którym mieszkańcy odpowiedzieli na dwa pytania: czy chcą utrzymać dotychczasowy status wyspy oraz którą z opcji zmiany statusu wyspy preferują. Opcjami do wyboru były: przyłączenie do Stanów Zjednoczonych jako 51 stan, niepodległość oraz „suwerenne wolne stowarzyszenie”, czyli zwiększenie autonomii od USA. Na pierwsze pytanie 934 238 osób (54%) odpowiedziało negatywnie, a 796 007 osób (46%) poparło utrzymanie status quo. W drugim pytaniu większość (802 179 głosujących – 61,2%) poparła ideę przyłączenia do Stanów Zjednoczonych, 436 997 osób (33,3%) zwiększenie autonomii, a 72 551 głosujących (5,5%) proklamowanie niepodległości.

### Dystrykt Kolumbii

Położenie Waszyngtonu na mapie USA

Dystrykt Kolumbii jest często wymieniany jako prawdopodobny kandydat na nowy stan. W Federalist nr 43, James Madison napisał, że definicję „siedziby rządu” można znaleźć w Konstytucji Stanów Zjednoczonych. Wymienił jednak też potencjalne konflikty interesów, i potrzebę „regionalnego ustawodawstwa dla lokalnych celów”. Madison nie wspomniał o roli dystryktu w głosowaniach. Nadanie Dystryktowi pełnego prawa do głosowania jest odbierane czasem jak nadanie Kongresowi własnego, oddzielnego głosu, zwiększając jego moc kosztem obywateli.
Populacja Waszyngtonu wzrosła do prawie 600 000 osób (więcej niż amerykański stan Wyoming) i wybory stały się bardziej potrzebne, ponieważ ponad pół miliona obywateli pozostaje bez możliwości wybrania swojego reprezentanta w Kongresie.
Mieszkańcy Dystryktu, którzy popierają pomysł utworzenia nowego stanu, czasem używają motta wojny o niepodległość „Opodatkowania bez reprezentacji” (Taxation without representation), oznaczający ich brak reprezentacji w Kongresie; zdanie jest teraz drukowane na nowo wyemitowanych waszyngtońskich tablicach rejestracyjnych, jednak kierowca może wybrać zamiast tego adres strony internetowej dystryktu. Taką rejestrację posiadała limuzyna prezydencka Billa Clintona. Stanowisko to zostało poparte przez jedną z mniejszych partii D.C. Statehood Party, jednak wkrótce partia ta złączyła się z lokalnym partnerem – Zielonymi, by utworzyć D.C. Statehood Green Party. Ruch ten był najbliższy sukcesu w 1977, gdy Kongres uchwalił Poprawkę Praw Głosowania dla Dystryktu Kolumbii District of Columbia Voting Rights Amendment. Dwa lata później w 1980 mieszkańcy Waszyngtonu rozpoczęli inicjatywę wzywającą do utworzenia nowego stanu. W 1982 wyborcy ratyfikowali konstytucję stanu, który miał nazywać się Nowa Kolumbia. Dążenia do państwowości utknęły w martwym punkcie w 1985.
Kontrowersje wzbudza demografia polityczna miasta. Mieszkańcy głosowali w przeważającej mierze na Partię Demokratyczną. Najprawdopodobniej więc Waszyngton jako stan wprowadziłby dwóch demokratycznych senatorów do ściśle już podzielonego Senatu.
Prawnicy nie są zgodni co do tego, czy Kongres może przyznać dystryktowi status stanu, ze względu na to, że obecny charakter Waszyngtonu jest dokładnie opisany w Konstytucji USA jako siedziba rządu pod wyłączną jurysdykcją Kongresu. Wymagałoby to więc poprawki do Konstytucji, która mogłaby być trudna do uchwalenia.
15 kwietnia 2016 burmistrz Muriel Bowser zaproponował miejskie referendum w sprawie utworzenia osobnego stanu. Następnie napisano projekt stanowej konstytucji, zgodnie z którą burmistrz zostałby gubernatorem stanu, a rada miejska utworzyłaby House of Delegates. Wśród proponowanych nazw znalazły się: Nowa Kolumbia, Potomac i Douglass

### Inne terytoria USA

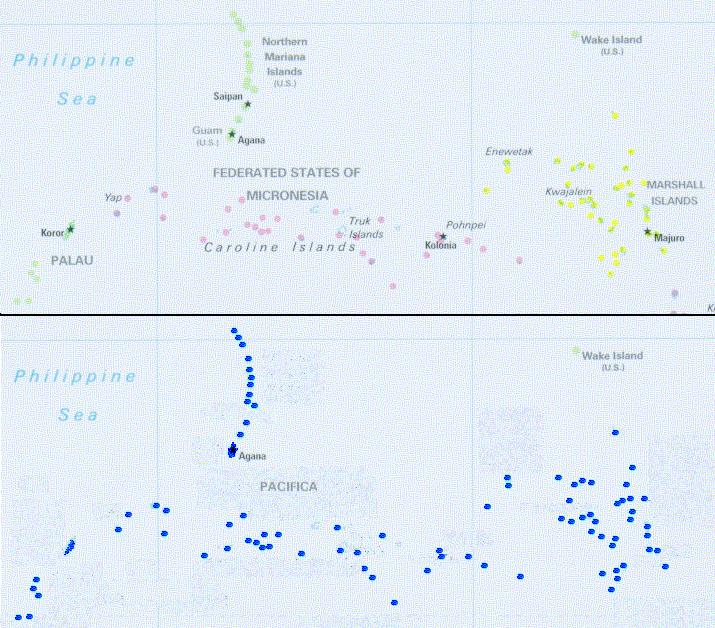
Mapa hipotetycznego pacyficznego stanu

Inną z możliwości utworzenia nowych stanów jest nadanie tego statusu terytoriom USA na Pacyfiku lub Karaibach. Są to m.in. Guam oraz Wyspy Dziewicze Stanów Zjednoczonych, czyli terytoria nieinkorporowane USA. Mogłyby być to także Mariany Północne i Samoa Amerykańskie, czyli państwa stowarzyszone ze Stanami. Pojawiły się także propozycje przyjęcia jako jeden stan Portoryka z Wyspami Dziewiczymi (Wspólnota Prusvi), a także utworzenia „Wielkich Hawajów” ze wszystkich terytoriów USA na Pacyfiku. Koncepcja z 1960 przewidywała przyjęcie Guamu i Marianów Północnych, wraz z Palau, Federacją Mikronezji i Wyspami Marshalla (choć te trzy ostatnie są już niepodległe). Stan ten miałby populację 447 048 (nieco mniej niż Wyoming). Gdyby częścią takiego stanu zostało Samoa Amerykańskie, populacja wzrosła by do 511 917, a obszar wyniósłby 2560,6 km². Radio Australia pod koniec maja 2008, poinformowało o możliwości utworzenia 51. stanu z Guamu i Marianów Północnych.

### Wyizolowane z innych stanów
Istnieje wiele propozycji utworzenia nowych stanów, zazwyczaj polegających na podzieleniu stanu na dwie części, nadaniu jednej z nich nowej nazwy i utworzenia nowego stanu. Konstytucja Teksasu zezwala na podzielenie go na maksymalnie cztery inne stany bez konsekwencji ze strony rządu federalnego.
Chociaż rola Kongresu w tym procesie jest gorąco dyskutowana, możliwość Teksasu do samodzielnego podziału jest potwierdzona prawem stanowym.
Niektóre propozycje podziału
- Superior, z północno-zachodniej części Półwyspu Wyższego w Michigan[23].
- Delmarva, ze wschodnich wybrzeży Marylandu i Wirginii i z włączeniem stanu Delaware[24].
- Jefferson, z północnej Kalifornii i południowego Oregonu[25].
- Różne propozycje ruchów secesyjnych w Kalifornii.
- Proponowany podział stanu Nowy Jork na miasto Nowy Jork, stan Nowy Jork i Long Island[26][27].
- Baja Arizona, na południu regionu Gila River w południowej Arizonie, pierwotnie część Zakupu Gadsdena[28][29][30].

## Użycie w innych krajach

### Kanada
W Kanadzie zwrot „51. stan” używany jest w celu wyrażenia poglądu, że jeśli nie zostaną podjęte pewne działania polityczne, przeznaczeniem tego kraju będzie inkorporacja do Stanów Zjednoczonych. Postawa taka ma podstawy historyczne: wojska amerykańskie (bez powodzenia) atakowały brytyjskie kolonie znajdujące się na terytorium obecnej Kanady zarówno podczas rewolucji amerykańskiej, jak i wojny w 1812 roku, ponieważ oczekiwano przyłączenia Kanady do Stanów Zjednoczonych. Zagrożeniem dla Kanady był także atak fenian przeprowadzony z terytorium Stanów Zjednoczonych. W XIX wieku kilku amerykańskich polityków opowiadało się za aneksją Kanady.
W czasach współczesnych pojęcie 51. stanu jest rozumiane jako potencjalna konsekwencja podjęcia polityki większej integracji z USA (jak np. porozumienie o wolnym handlu z 1988 i debata nad utworzeniem wspólnej obrony) lub nieprzyjęcia propozycji rozwiązujących problem suwerenności Quebecu.
Kanada jest blisko związana z Wielką Brytanią, jest członkiem Wspólnoty Narodów, a monarcha brytyjski jest także głową państwa w Kanadzie.
Kilka stowarzyszeń w Kanadzie prowadzi aktywną kampanię na rzecz przystąpienia do Stanów Zjednoczonych. Ruchy te nie mają jednak większego politycznego znaczenia. Badania wykazały, że część Kanadyjczyków wyraziła poparcie dla tej koncepcji, począwszy od 19% w badaniu Léger Marketing z 2001, do zaledwie siedmiu procent w innym badaniu, przeprowadzonym przez tę samą firmę w 2004.

### Ameryka Łacińska

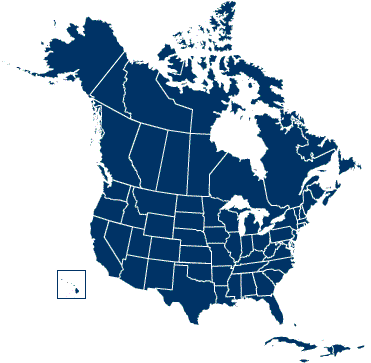
Hipotetyczna mapa Kanady, Kuby i USA jako 65 stanów

Jednym z obiektów zainteresowań USA były kraje Ameryki Środkowej, ze względu na bliskość geograficzną. Istniało kilka nieudanych ruchów i propozycji USA w XIX i XX wieku, by przyłączyć do Stanów niektóre lub wszystkie z 6 lub 7 republik Ameryki Środkowej (Kostaryka, Salwador, Gwatemala, Honduras, Nikaragua, Panama (gdzie USA miało swoją strefę Kanału Panamskiego) a dawniej także Belize.
W 1855, amerykański flibustier William Walker dokonał zamachu stanu w Nikaragui z zamiarem przyłączenia jej jako kolejnego stanu do USA. Był „prezydentem” od 1856, ale został obalony przez koalicję państw Ameryki Środkowej.
GuyanaUSA jest organizacją promująca ideę integracji Gujany ze Stanami Zjednoczonymi. Jej argumentem jest to, że państwa te mają silne powiązania demograficzne – (100 000 osób ma zarówno gujańskie, jak i amerykańskie obywatelstwo; 350 000 Gujańczyków mieszka w USA, czyli w prawie tyle, co połowa mieszkańców Gujany). Jest to też jeden z dwóch krajów (obok Trynidadu i Tobago) Ameryki Południowej z angielskim jako językiem urzędowym.
Felietonista „Time’a” Mark Thompson sugeruje, że Haiti stało się 51. stanem po trzęsieniu ziemi w 2010. Rozległe zniszczenia po tym wydarzeniu wywołały szybką i obszerną pomoc ze strony USA i amerykańskich sił zbrojnych.

#### Kuba
500 000 amerykańskich właścicieli gruntów na Kubie przed wybuchem wojny amerykańsko-hiszpańskiej utworzyło projekt wykupienia Kuby od Hiszpanii, by przyłączyć ją do Stanów. W 1859 senator John Slidell przeprowadził ustawę, która przekazywała trzydzieści milionów dolarów do rąk prezydenta, które miały być wykorzystane na zakup Kuby od Hiszpanii.
Objąwszy urząd prezydenta Ulysses Grant oddał inicjatywę w tej sprawie sekretarzowi stanu, Hamiltonowi Fishowi. Ten zaś, korzystając z pośrednictwa posła amerykańskiego w Madrycie, gen. Daniela E. Sicklesa, podjął w końcu czerwca 1869 r. negocjacje z rządem hiszpańskim, proponując mu uznanie niepodległości Kuby w zamian za gwarantowane przez Stany Zjednoczone odszkodowanie w wysokości 50 mln dolarów. Hiszpania odrzuciła propozycję. To w powiązaniu z rozwijającą się na Kubie wojną niepodległościową oraz planami interwencyjnymi, tworzonymi w Departamencie Wojny (kierowanym wówczas przez popieranego przez Granta gen. Johna Rawlinsa), spowodowało, że prezydent postanowił uznać rząd powstańczy.
W połowie sierpnia 1869 r. Grant przedstawił sekretarzowi stanu do podpisu deklarację neutralności, która jednocześnie zawierała punkt o uznaniu powstańców za stronę walczącą. Fish odmówił, uznając, że ogłoszenie deklaracji doprowadzi do poważnego zaostrzenia stosunków z Hiszpanią i być może wojny z nią. Podobną postawę przyjął także później, gdy w czerwcu 1870 r. Kongres debatował nad rezolucją w sprawie ogłoszenia rządu powstańczego stroną walczącą. Stanowcza postawa sekretarza stanu (zagroził dymisją w razie przyjęcia wspomnianej rezolucji) zmusiła Granta do przesłania Kongresowi 13 czerwca specjalnego apelu, odradzającego tę myśl.
Ostatecznie Kongres przyjął 16 czerwca 1870 r. uzupełnioną szeregiem poprawek rezolucję wyrażającą sympatię dla powstańców, opuszczając punkt o uznaniu ich za stronę walczącą.
Ruch niezależności na Kubie był popierany i finansowany przez USA, toteż przywódcy partyzantów prosili o aneksję wyspy w latach 80. i 90. XIX wieku. Prezydent William McKinley podczas wojny amerykańsko-hiszpańskiej wysłał Armię USA, nie by anektować Kubę, lecz by „przywrócić kontrolę nad wyspą jej ludności”. Po wojnie w traktacie paryskim Hiszpania zrzekła się kontroli nad Kubą, jednak nie oddała jej Stanom Zjednoczonym, jak inne terytoria.

#### Dominikana
W 1867 r. William H. Seward nawiązał rozmowy z władzami Dominikany, zagrożonej możliwością wchłonięcia jej przez Haiti, na temat przyłączenia tego kraju do Stanów Zjednoczonych. W 1869 prezydent Dominikany Buenaventura Báez starał się przekonać Stany Zjednoczone do aneksji jego państwa.
Dla strony amerykańskiej wychodząca z Santo Domingo inicjatywa stwarzała doskonałą okazję do realizacji zamierzeń Departamentu Marynarki, pragnącego zbudować w Zatoce Samana bazę morską. Wprawdzie pierwsze, podjęte na miejscu przez Sewarda, rozmowy nie zostały sfinalizowane w postaci odpowiedniego układu (pomny reakcji na zakup Alaski sekretarz stanu był tym razem bardziej ostrożny), ale grunt pod dalsze negocjacje został przygotowany. Następnie z poparciem Granta prowadził je Hamilton Fish. Pośrednikiem został gen. Orville H. Babcock.
Na początku września 1869 r. podpisał on nieformalne porozumienie, na mocy którego Stany Zjednoczone miały przyłączyć Dominikanę, oferując za to jej rządowi 1,5 mln dolarów, bądź też miały wydzierżawić za cenę 2 mln dolarów Zatokę Samana na okres 99 lat. Umowa ta, choć z oporami ze strony sekretarza stanu, przyjęła w końcu tego samego roku formę traktatów. W styczniu 1870 r. rozpoczęła się procedura ratyfikacyjna, zakończona w czerwcu, kiedy okazało się, że układ o aneksji nie uzyskał w Senacie kwalifikowanej większości dwóch trzecich liczby głosów wymaganych przez Konstytucję (wystąpiła rzadko spotykana w takich sytuacjach równowaga – 28 „za” i 28 głosów „przeciw”), a drugi z nich (układ o dzierżawie) nie został nawet poddany pod głosowanie.

#### Meksyk

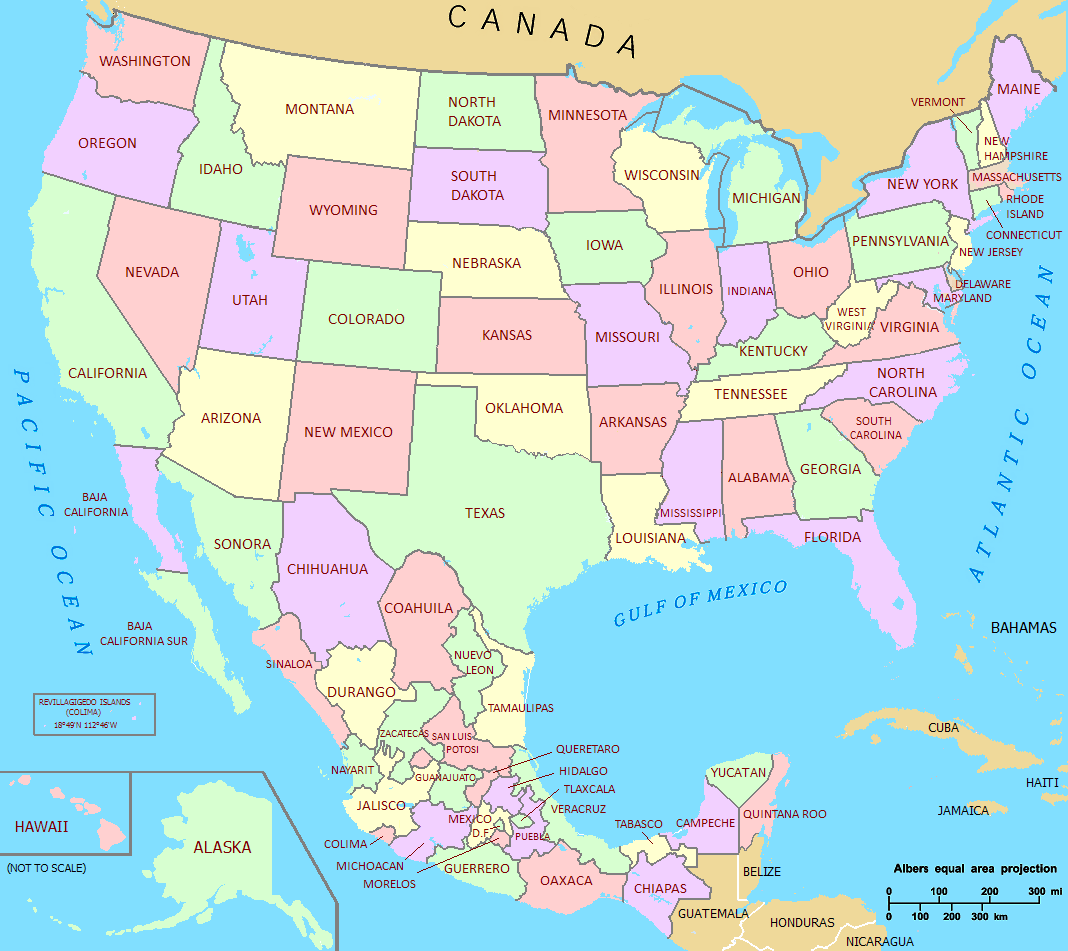
Hipotetyczna mapa Meksyku i USA jako 82 stany

Idea włączenia Meksyku jako kilka nowych stanów Stanów Zjednoczonych istnieje od czasu wojny amerykańsko-meksykańskiej z lat 1846-1848, w ramach koncepcji „Boskiego Przeznaczenia”. Dziś idea ta podkreśla wzrost gospodarczy i powiązania polityczne między Meksykiem a Stanami Zjednoczonymi i wysokie koszty pilnowania 3200 kilometrowej granicy między krajami. W 1913, podczas potyczek granicznych zaproponowano, by USA anektowało stan Chihuahua.

### Azja i Pacyfik

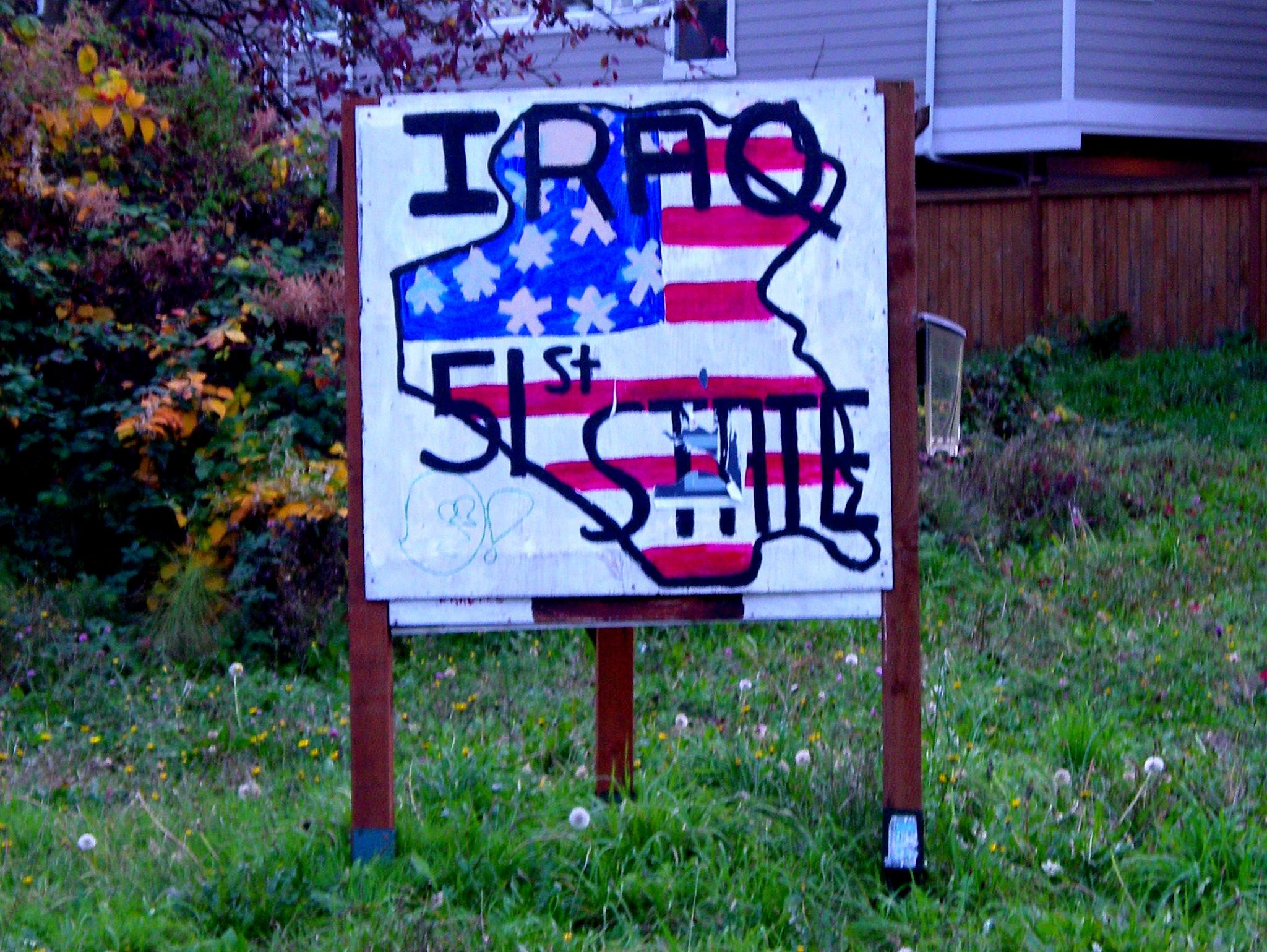
Irak jako 51. stan USA

USA jest bardzo podobne pod względem historii i polityki do Australii. Tam termin 51. stanu używany jest na określenie nadmiernego wpływu kulturalnego lub politycznego Stanów na najmniejszy kontynent
Inne publikacje sugerują, że wojna w Iraku jest rzeczywiście wojną neokolonialną, której celem jest utworzenie z tego państwa kolejnego stanu.
51. stan pojawia się także jako określenie Izraela, z powodu znacznej pomocy finansowej i wsparcia obrony, które otrzymuje od Stanów Zjednoczonych. Stany Zjednoczone popierają także ten kraj podczas obrad Rady Bezpieczeństwa ONZ.
Pomimo gwarancji Narodów Zjednoczonych o ochronie i zachowaniu suwerenności Japonii, niektórzy amerykańscy kongresmeni uważali, że na skutek II wojny światowej Japonia powinna być anektowana do USA, jednak pomysły te zostały odrzucone. Pomimo tego kilka wysp, m.in. Okinawa, należących przedtem do Japonii było okupowanych przez USA po II wojnie światowej.
Podczas II wojny światowej Stany Zjednoczone otrzymały prawo administracji Tajwanu, by następnie przekazać władzę Republice Chińskiej. Początkowo USA uznawało Republikę Chińską za prawowitą władzę wszystkich ziem chińskich, jednak w latach 70. Tajwan utracił swoje miejsce w ONZ, a co za tym idzie pełne uznanie międzynarodowe, kosztem zaakceptowania ChRL. Sondaż w 2003 wśród mieszkańców Tajwanu w wieku od 13 do 22 wykazał, że 55% respondentów chciałoby przyłączenia Tajwanu do USA, natomiast 36% wolałoby połączenia z Chinami.

### Europa

#### Albania
Albania jest często wymieniana jako 51. stan z powodu postrzegania jej jako silnie pro-amerykańskiej, głównie z powodu polityki w Kosowie. Burmistrz Tirany powiedział: „Albania jest na pewno najbardziej pro-amerykańskim krajem w Europie, a może nawet na świecie... Nigdzie indziej nie znajdziecie takiego szacunku i gościnności dla prezydenta Stanów Zjednoczonych”.

#### Polska
Polska jest jednym z partnerów USA w Europie. Została ona obrazowo nazwana „51. stanem” przez urzędników CIA w kontekście współpracy w walce z terroryzmem. Koncepcja stowarzyszenia Polski z Północnoamerykańskim Układem Wolnego Handlu (NAFTA) pojawia się jedynie wśród felietonistów i polityków ugrupowań pozaparlamentarnych.

#### Wielka Brytania
Wielka Brytania bywa nazywana 51. stanem ze względu na bliskie stosunki między nią a USA (Special Relationship), które zaczęły się od rozmów Roosevelta i Churchilla w czasie II wojny światowej, a były kontynuowane m.in. przez Margaret Thatcher czy Tony’ego Blaira.

#### Włochy
Na Sycylii istniała po II wojnie światowej Partia Odbudowy, która pragnęła przyłączenia Sycylii do USA. Grupa ta była jednym z kilku ruchów separatystycznych aktywnych na Sycylii po upadku faszyzmu.
Po II wojnie światowej istniał również włoski Ruch Unionistów, który wzywał Włochy do stania się 49. stanem USA. Z jego ramienia został wybrany jeden z członków włoskiego parlamentu, Ugo Damiani.

## Użycie w kulturze masowej
- W książce Juliusza Verne’a Łowcy meteorów, opublikowanej w 1908 Stany Zjednoczone złożone są z 51 stanów i tyleż gwiazdek zawiera amerykańska flaga. Verne nie opisuje dokładnie, o jakich stanach jest mowa.
- W serialu Star Trek: Następne pokolenie, w odcinku drugiego sezonu „The Royale” 52-gwiazdkowa flaga znajduje się na kawałku gruzu. Komandor Riker stwierdza, że flaga powstała pomiędzy 2033 i 2079[60].
- W filmie Koń trojański Kanada przystępuje do USA jako 5 nowych stanów[61].
- Krytyka proamerykańskiej polityki Wielkiej Brytanii jest wyrażona w piosence „51st State” zespołu New Model Army, a także w utworze „Heartland” grupy The The[potrzebny przypis].